# پاتریک وولمارک
پاتریک وولمارک (سوئدی: Patrik Wålemark؛ زادهٔ ۱۴ اکتبر ۲۰۰۱) بازیکن فوتبال اهل سوئد است.

## باشگاهی
از باشگاه‌هایی که در آن بازی کرده‌است می‌توان به باشگاه فوتبال هکن اشاره کرد.

## تیم ملی
وی همچنین در تیم ملی فوتبال زیر ۲۱ سال سوئد بازی کرده‌است.